# Umbit
Umbit ist ein sehr selten vorkommendes Mineral aus der Mineralklasse der „Silikate und Germanate“ mit der chemischen Zusammensetzung K2Zr[Si3O9]·H2O und ist damit chemisch gesehen ein wasserhaltiges Kalium-Zirconium-Silikat.
Umbit kristallisiert im orthorhombischen Kristallsystem, konnte jedoch bisher nur in Form von millimetergroßen, vorwiegend tafeligen, senkrecht zur b-Achse abgeflachten Kristallen entdeckt werden, die auf der Oberfläche einen glasähnlichen Glanz zeigen. In reiner Form ist Umbit farblos und durchsichtig. Durch vielfache Lichtbrechung aufgrund von Gitterbaufehlern oder polykristalliner Ausbildung kann er aber auch durchscheinend weiß sein und durch Fremdbeimengungen eine gelbliche Farbe annehmen. 

## Etymologie und Geschichte
Erstmals entdeckt wurde Umbit in einem Bohrkern aus dem Flusstal des Wuonnemjok im östlichen Teil der Chibinen und etwa 20 km westlich vom See Umbosero („Umba-See“) auf der Halbinsel Kola in Russland. Beschrieben wurde das Mineral 1983 durch A. P. Khomyakov, A. A. Voronkov, Yu. S. Kobyashev und L. I. Polezhaeva, die es nach dem nahe der Typlokalität liegenden See benannten.
Typmaterial des Minerals wird im Geologischen Museum des Wissenschaftszentrums der Russischen Akademie der Wissenschaften in Apatity auf der Halbinsel Kola; im Mineralogischen Museum der Universität Sankt Petersburg unter der Katalog-Nr. 17072; im Bergbau-Museum der Staatlichen Bergbau-Universität Sankt Petersburg in Sankt Petersburg unter der Katalog-Nr. 1631/1; im Mineralogischen Museum der Russischen Akademie der Wissenschaften in Moskau unter den Katalog-Nr. 82758 sowie im Natural History Museum in London unter der Katalog-Nr. 1994,35 aufbewahrt.

## Klassifikation
In der veralteten 8. Auflage der Mineralsystematik nach Strunz war der Umbit noch nicht aufgeführt.
In der zuletzt 2018 überarbeiteten Lapis-Systematik nach Stefan Weiß, die formal auf der alten Systematik von Karl Hugo Strunz in der 8. Auflage basiert, erhielt das Mineral die System- und Mineralnummer VIII/F.20-010. Dies entspricht der Klasse der „Silikate“ und dort der Abteilung „Ketten- und Bandsilikate“, wo Umbit zusammen mit Paraumbit eine unbenannte Gruppe mit der Systemnummer VIII/F.20 bildet.
Die von der International Mineralogical Association (IMA) zuletzt 2009 aktualisierte 9. Auflage der Strunz’schen Mineralsystematik ordnet den Umbit in die Klasse der „Silikate und Germanate“ und dort in die Abteilung „Ketten- und Bandsilikate (Inosilikate)“ ein. Hier ist das Mineral in der Unterabteilung „Ketten- und Bandsilikate mit 3-periodischen Einfach- und Mehrfachketten“ zu finden, wo es zusammen mit Paraumbit eine unbenannte Gruppe mit der Systemnummer 9.DG.25 bildet.
In der vorwiegend im englischen Sprachraum gebräuchlichen Systematik der Minerale nach Dana hat Umbit die System- und Mineralnummer 59.02.01.01. Das entspricht der Klasse der „Silikate“ und dort der Abteilung „Ringsilikate: Dreierringe“. Hier findet er sich innerhalb der Unterabteilung „Ringsilikate: Wasserhaltige Dreierringe“ in der Gruppe „Umbit und verwandte Arten“, in der auch Paraumbit und Kostylevit eingeordnet sind.

## Kristallstruktur
Umbit kristallisiert orthorhombisch in der Raumgruppe P212121 (Raumgruppen-Nr. 19) mit den Gitterparametern a = 10,21 Å; b = 13,24 Å; c = 7,17 Å sowie 4 Formeleinheiten pro Elementarzelle.

## Eigenschaften
Unter UV-Licht zeigen manche Umbite eine schwach gelbliche Fluoreszenz, ähnlich der von neonfarbenen Textmarkern.
Umbit ist leicht löslich in kalter, 10%iger Salzsäure.

## Modifikationen und Varietäten
Die Verbindung K2Zr[Si3O9]·H2O ist dimorph und kommt neben dem orthorhombisch kristallisierenden Umbit noch als monoklin kristallisierender Kostylevit vor.

## Bildung und Fundorte
Umbit bildet sich in pegmatitischen Äderchen, die Nephelin-Syenit durchdrungen haben. Dort findet es sich in den Zwischenräumen von grobkristallinem Kalifeldspat in Paragenese mit Aegirin, Arctit, umgewandelten Eudialyt, Kostylevit, Natrolith, Pektolith und anderen Begleitmineralen.
Neben seiner Typlokalität im Flusstal des Wuonnemjok konnte das Mineral noch an weiteren Orten in den Chibinen gefunden werden wie beispielsweise in der Grube Koaschwa am gleichnamigen Berg, in einem Wadeitvorkommen am Eweslogtschorr, am Kukiswumtschorr, am Ristschorr und am Yukspor. Daneben wurde Umbit bisher nur noch am Alluaiw im Lowosero-Tundra-Massiv entdeckt (Stand 2017).